# Винчестер (произвођач оружја)
Компанија Винчестер (енгл. Winchester Repeating Arms Company), бивши амерички произвођач стрељачког оружја и муниције, који се прославио производњом истоимених пушака, првих масовно произведених репетирки на свету.

## Оснивање
Компанију је основао амерички индустријалац Оливер Винчестер (енгл. Oliver Fisher Winchester, 1810-1880). Са групом пословних људи купио је (1854) фабрику пушака у Норичу (држава Њујорк) и основао предузеће Волканик (енгл. Volcanic Repeating Arms Company). У 1857. откупио је све акције тог предузећа и у Њу Хејвену (Конектикат) основао предузеће за производњу пушака Њу Хејвен Оружје (енгл. New Haven Arms Company), где су се од 1860. производиле прве брзометне пушке Хенри. У 1866. реорганизовао је то предузеће и дао му нов назив Винчестер (енгл. Winchester Repeating Arms Company).

## Производи
- Хенри (пушка), прва масовно произведена репетирка на свету,
- Винчестерка, репетирка са 15 метака масовно коришћена у Индијанским ратовима и насељавању Дивљег запада.